# Lauritsala

Vapnet

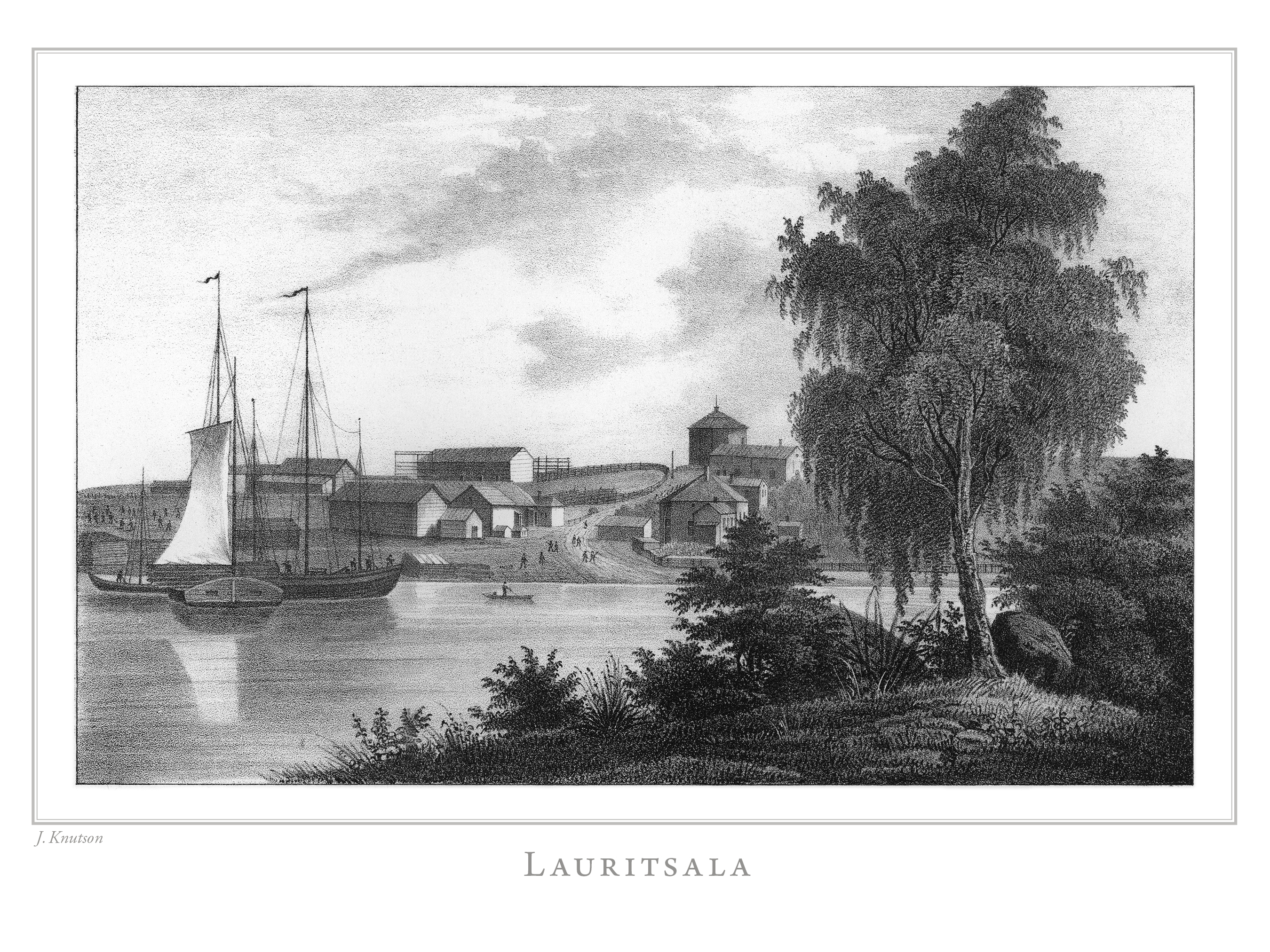
Litografi i Finland framstäldt i teckningar utgiven 1845-1852.

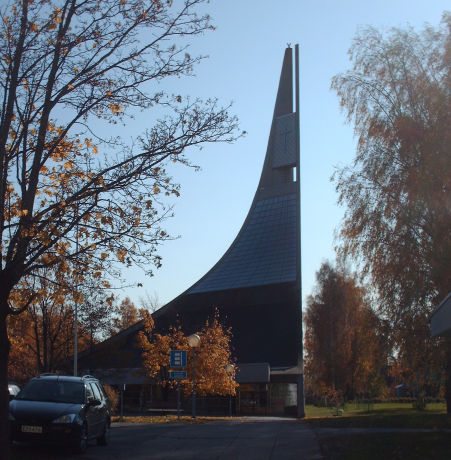
Lauritsala kyrka

Lauritsala var en köping i Södra Karelen i Finland. Den uppgick 1967 i Villmanstrand.

### Fotnoter
1. ↑  ”Villmanstrand”. Uppslagsverket Finland. Arkiverad från originalet den 3 februari 2014. https://web.archive.org/web/20140203233921/http://www.uppslagsverket.fi/bin/view/Uppslagsverket/Villmanstrand. Läst 30 januari 2014.
2. ↑   (på finska och svenska) ( PDF) Kommuner och kommunbaserade indelningar 2015. Finlands officiella statistik. Helsingfors: Statistikcentralen. 2015. sid. 63 (68 i pdf:en). ISBN 978–952–244–528–5. https://www.doria.fi/bitstream/handle/10024/103646/yksk28_201500_2015_net.pdf?sequence=1&isAllowed=y. Läst 10 april 2023